# Șoseaua M56 Lena
Șoseaua M56 Lena (sau șoseaua Amur-Iakuțk) (în rusă Амуро-Якутская автомобильная дорога / Амуро-Якутская автомагистраль) este o șosea federală din Iacuția, Rusia, care leagă capitala Yakutsk cu sudul țării. A fost construită între anii 1925 – 1964 și are o lungime de 1212 km.
Numele șoselei vine de la fluviul Lena, fiind construită pe malul estic al acestuia. Deoarece orașul Yakutsk este situat pe malul vestic, șoseaua se termină de fapt la Nizhny Bestyakh, un orășel cu 4000 de locuitori aflat de partea cealaltă a fluviului față de Yakutsk. Cum peste Lena nu există nici un pod, trecerea se face cu bacul sau direct peste fluviul înghețat iarna.
Șoseaua nu este asfaltată. În timpul iernii este acoperită cu zăpadă, circulația fiind relativ ușoară. În timpul verii însă, anumite porțiuni sunt acoperite de straturi groase de noroi, făcând circulația aproape imposibilă. 